# De Haas & Van Brero
De Haas & Van Brero was een zeepfabriek in de Gelderse stad Apeldoorn, gelegen aan de Waterloseweg.

## Geschiedenis
Klaas de Haas en Alexander van Brero richtten deze firma op in 1901. Het was toen een groothandel in poets- en schoonmaakmiddelen. In 1908 kochten zij een voormalige steenfabriek aan de Waterloseweg te Apeldoorn en begonnen daar met de fabricage van zeep.
In 1924 werd de naam veranderd in N.V. Zeepfabrieken v/h De Haas & Van Brero. De Haas en Van Brero bleven de directeuren daarvan.
De fabriek, die onder meer onder het merk Carlton produceerde, was vooral bekend vanwege spaaracties waarmee men voetbalplaatjes (waarvan het album geschreven werd door Leo Pagano) en plaatjes voor stripboeken als Fiedelflier kon bemachtigen.
De Haas overleed al in 1928 en Van Brero trok zich in 1952 terug uit het bedrijf. Eind jaren '50 van de 20e eeuw werd de fabriek overgenomen door Unilever en in de loop van de jaren '60 van de 20e eeuw werd de productie gestaakt. In 1982 werden de fabrieksgebouwen gesloopt. In plaats daarvan kwam de woonwijk Het Witte Dorp.